# 雅库布·瓦夫日尼亚克

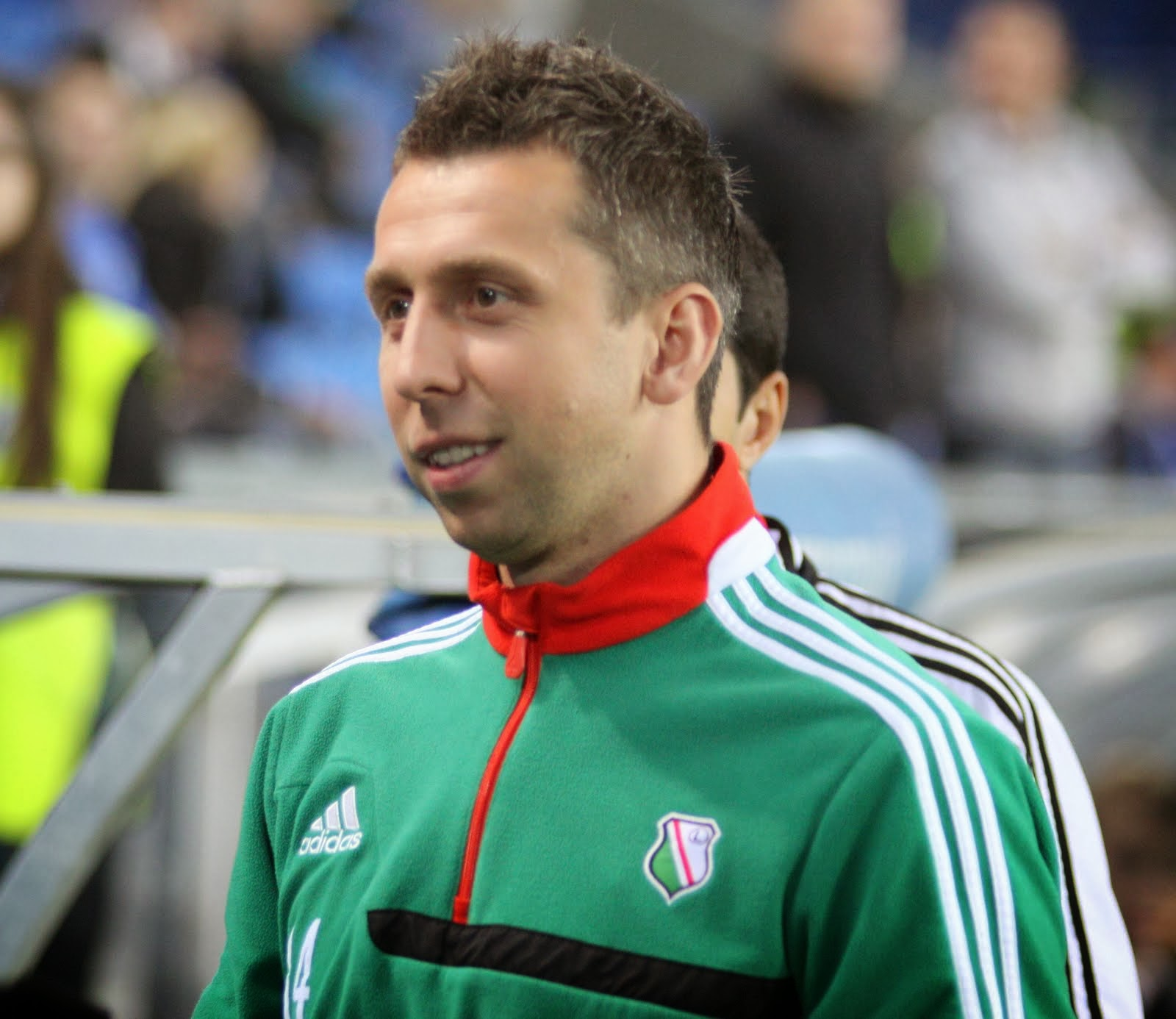
雅库布·瓦夫日尼亚克

雅库布·瓦夫日尼亚克（波蘭語：Jakub Wawrzyniak，1983年7月7日—）是波蘭的一位足球運動員。在場上司職左後衛或中後衛。他現在效力于波蘭足球超級聯賽球隊彼爾姆安卡足球俱樂部。

## 外部連結
- 雅库布·瓦夫日尼亚克 （页面存档备份，存于） (90minut.pl)